# Mise au ban

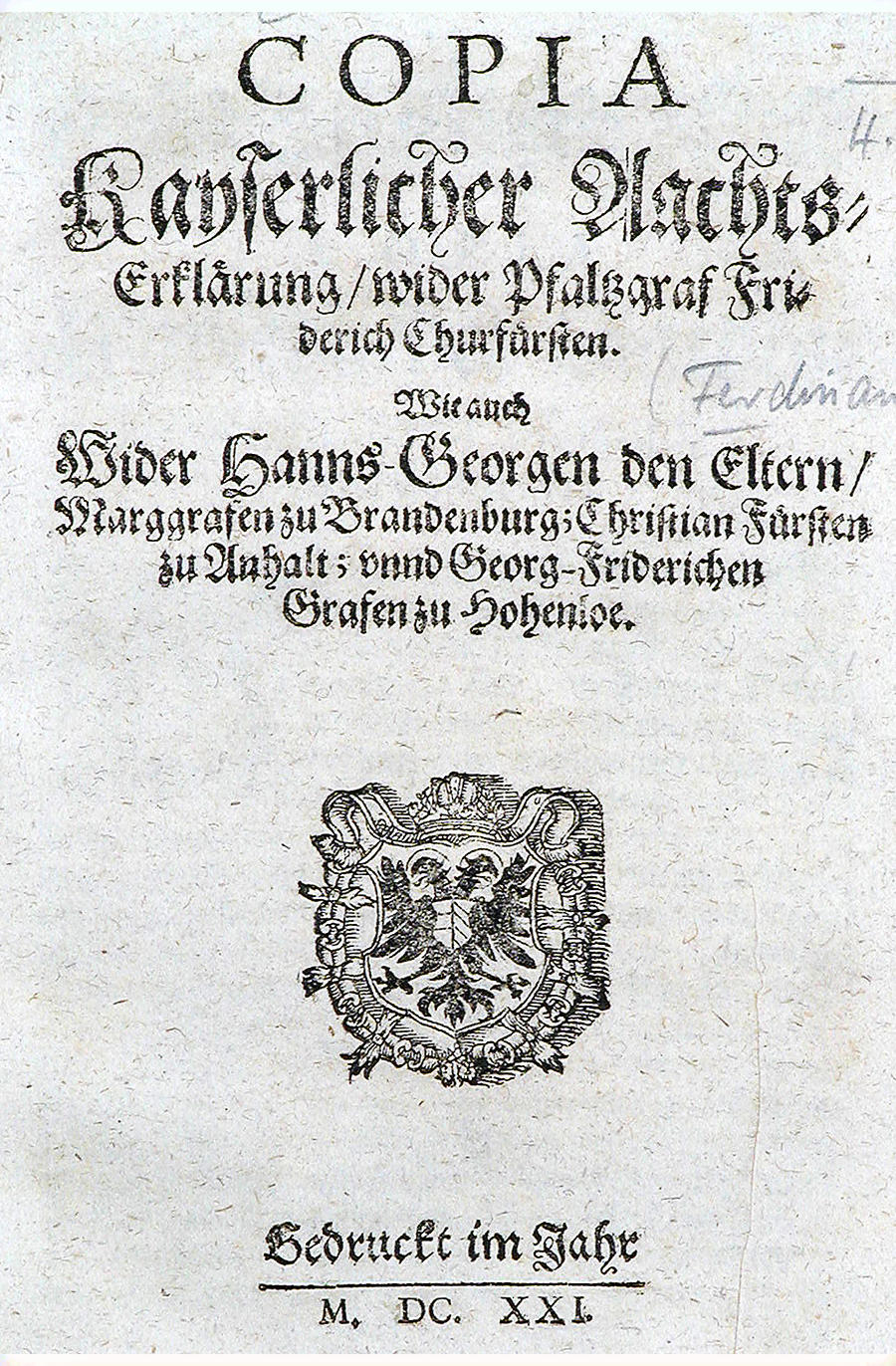
Décret de mise au ban de l'Empire prise en janvier 1621 par Ferdinand II à l'encontre de l'électeur palatin, qui fut dépouillé de ses terres et déchu de la dignité de prince électeur.

La mise au ban de l'Empire (en allemand : Reichsacht, du vieux haut allemand ahta = « poursuite ») est au Moyen Âge une mesure de proscription prise à l'encontre d'un individu ou d'une communauté (typiquement : une ville ou une contrée), et dont l'autorité était reconnue dans tout le Saint-Empire et les États de langue allemande. Cette peine était infligée au Moyen Âge sur décision de l'empereur, puis jusqu'au XVIIIe siècle par le Reichskammer, la Cour suprême du Saint-Empire.

## Au Moyen Âge
Au Moyen Âge, le poids du droit coutumier et du droit seigneurial, et l'éloignement du pouvoir royal, nuisaient à l'application des peines de justice : les arcanes du droit local aussi bien que la lenteur de l'information laissaient aux coupables plusieurs possibilités de se soustraire à leur responsabilité. La mise au ban, en privant l'accusé de ses droits, permettait à la justice de s'appuyer sur la collectivité pour châtier un condamné insaisissable : tout un chacun pouvait désormais s'en prendre à lui sans aucune retenue.
La proscription existait déjà aussi bien chez les Germains que dans la République romaine, lorsqu'un individu était déclaré sacer.
À l'époque carolingienne, la loi salique prévoyait par la foris banitio d'exclure du « ban », c'est-à-dire du corps des sujets justiciables ou hommes libres (franken), ceux qui s'étaient rendus coupables d'un crime particulier. Les règles ordinaires n'étaient plus applicables au « forban », déchu de sa capacité juridique. Tout un chacun pouvait impunément le tuer ou le dépouiller ; plus personne ne devait l'héberger, ses biens étaient confisqués et il pouvait être assassiné impunément par quiconque.
En application du Wergeld, le condamné pouvait lever une mise au ban à condition de payer tous ses créanciers et de verser une certaine indemnité de réparation. Il recouvrait alors l'intégralité de ses droits (droit de cité, de propriété, de plaid, etc.). Les tiers qui, pendant la proscription, avaient eu la jouissance des biens saisis devaient les restituer en totalité au condamné, mais ils pouvaient toutefois conserver le produit tiré de ces biens pendant la proscription.
Les modalités d'application de la mise au ban se précisèrent dans le Saint Empire : les biens de ceux qui étaient mis au ban revenaient en principe à l'autorité qui proclamait cette condamnation, c'est-à-dire l'empereur ou le tribunal d'empire.
Ne pouvait s'exonérer d'une mise au ban que celui qui, de lui-même, librement, et avant l'expiration d'un délai de mise en demeure, se présentait devant ses juges et acceptait son châtiment. À l'expiration du délai de mise en demeure (une année et un jour), le condamné était frappé par contumace de mise au grand ban, ce qui équivalait à une décision universelle et irréversible de prise de corps (cette peine devint cependant plus tard réversible).
À partir de 1220, la mise au ban n'était plus seulement du ressort du roi des Romains et de l'empereur : au terme de l'article 7 de la Confœderatio cum principibus ecclesiasticis, une condamnation d'excommunication (ou anathème) était suivie automatiquement au bout de six semaines de mise au ban, sans même qu'il soit nécessaire d'avoir porté d'accusation ou de condamnation civile. Toutefois ultérieurement le procès fut imposé par les tribunaux d'empire, la Sainte-Vehme puis la Reichskammer, avec le concours du roi ou de l'empereur. Au terme des articles 25 et 26 de la Paix de Mayence (1235), la mise au ban fut étendue aux communautés ou aux individus qui offraient eux-mêmes assistance et asile à un proscrit.
La mise au ban et l'excommunication allant presque systématiquement de pair après 1220, la formule excommunié et mis au ban s'imposa dans les tribunaux.

## De la Renaissance aux Lumières
Par l'acte de capitulation qui lui fut imposé en 1519 avant son élection par les grands électeurs, l'empereur Charles Quint ne pouvait plus décréter la mise au ban sans faire précéder son décret d'une procédure d'instruction.
En outre, au cours de la Renaissance, la distinction entre mise au ban et mise au grand ban s'est perdue : la mise au ban n'était plus qu'une forme atténuée de la mise au ban médiévale.
Les principaux chefs d'inculpation valant une mise au ban à l'époque moderne étaient :
- le refus de verser certains impôts
- le crime de lèse-majesté (lesæ crimen majestatis)
- la violation de territoire ou l'agression entre états
- le refus de déférer à certaines décisions de justice, comme la non-comparution, ou la fuite (ce que l'on appelle contumace).

## Étymologie
Le mot français ban vient du verbe francique bannan, qui signifiait « condamner, ou frapper quelqu'un d'interdiction ». Ce terme est apparenté au sanskrit bhánati (qui signifie « parole »), au grec ancien φαίνω / phaínō, « parler », et au latin for, « parler, dire ». Autre étymologie possible (mais hypothétique) : le gaélique (VIIe siècle) ban signifiait blanc, et selon l'Homélie de Cambrai ban-martre = martyre blanc : ce qui signifiait l'exil comme martyre (exil des moines irlandais), donc a fortiori le bannissement[réf. nécessaire].